# Martinskapelle (Bürgstadt)

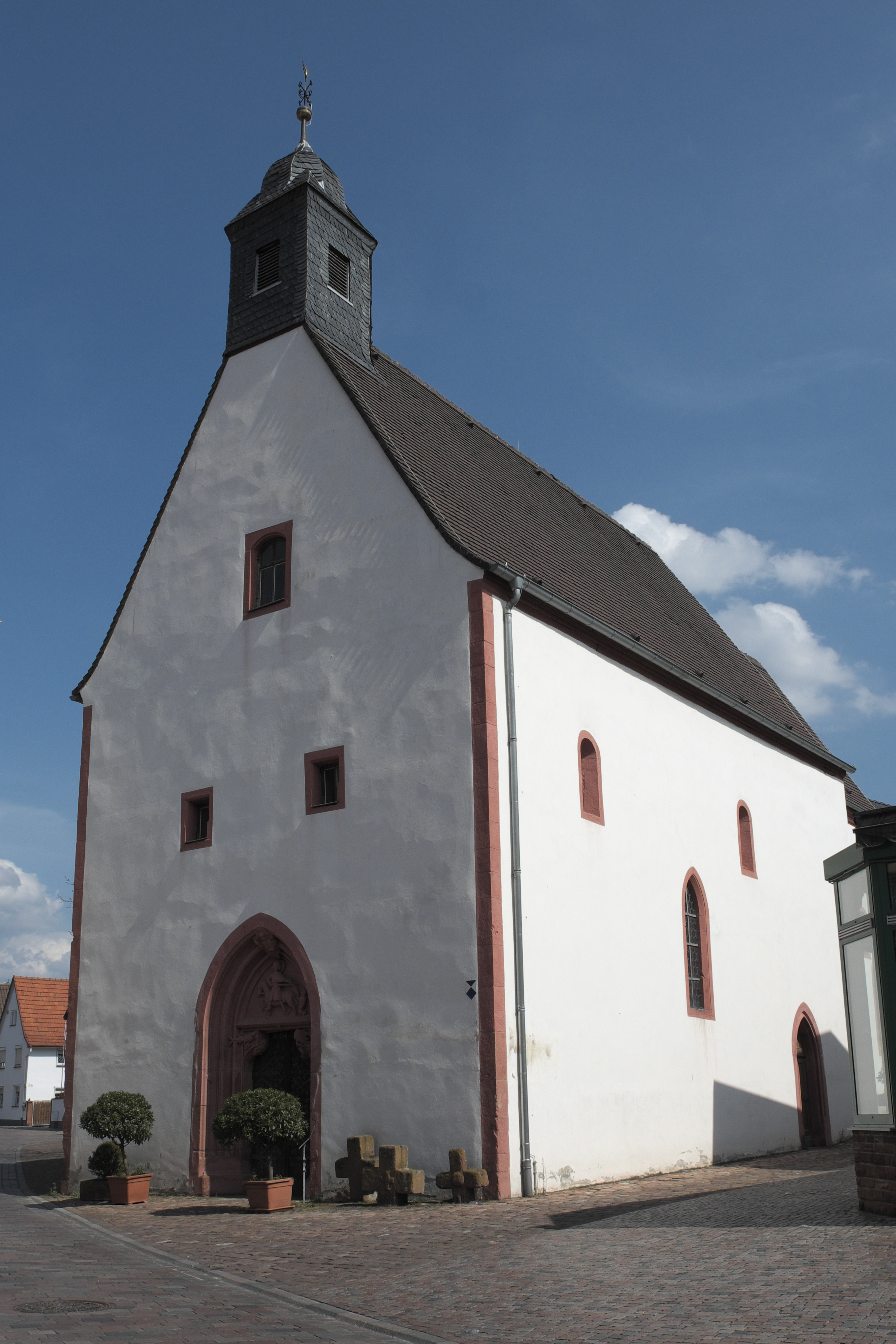
Martinskapelle

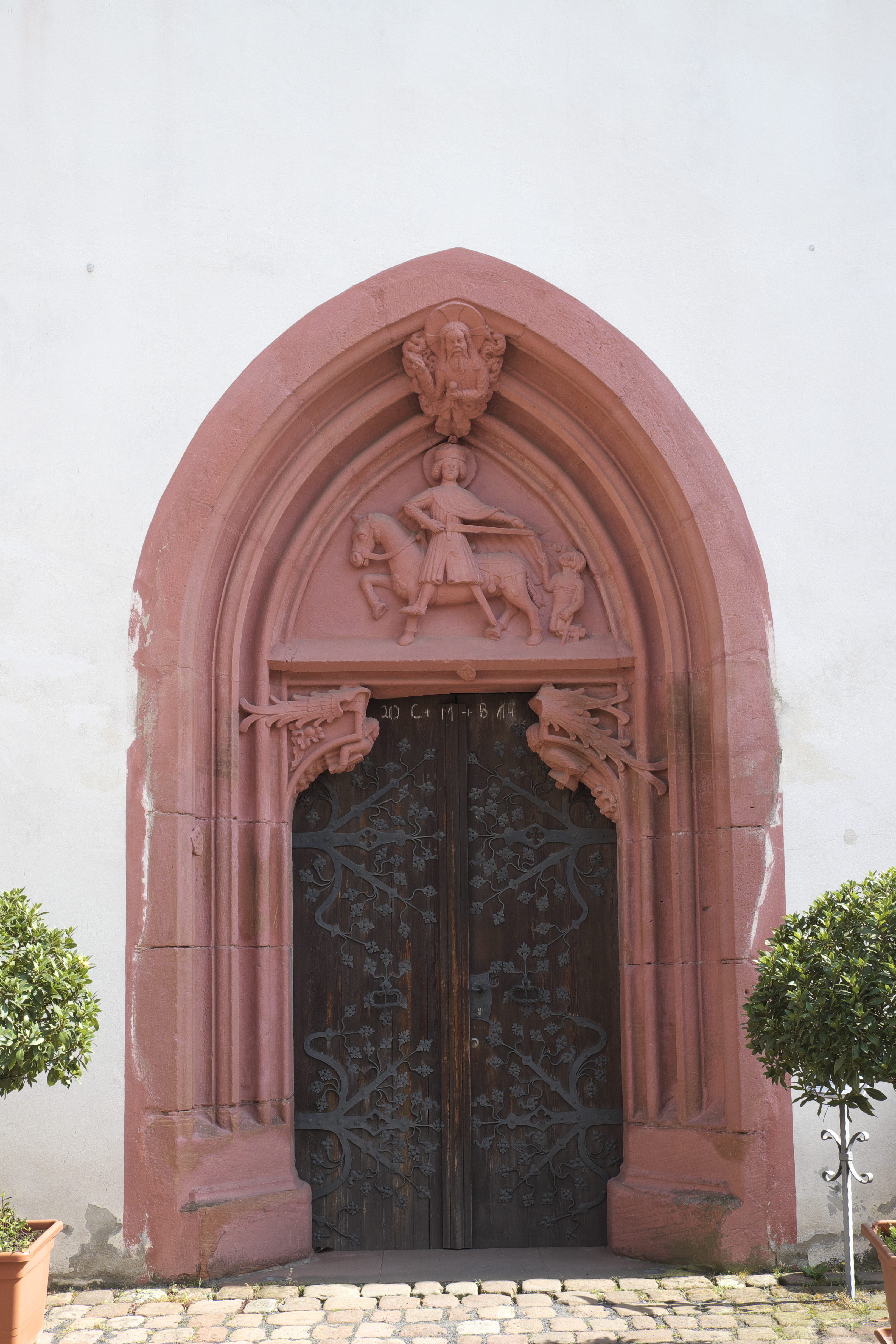
Westportal

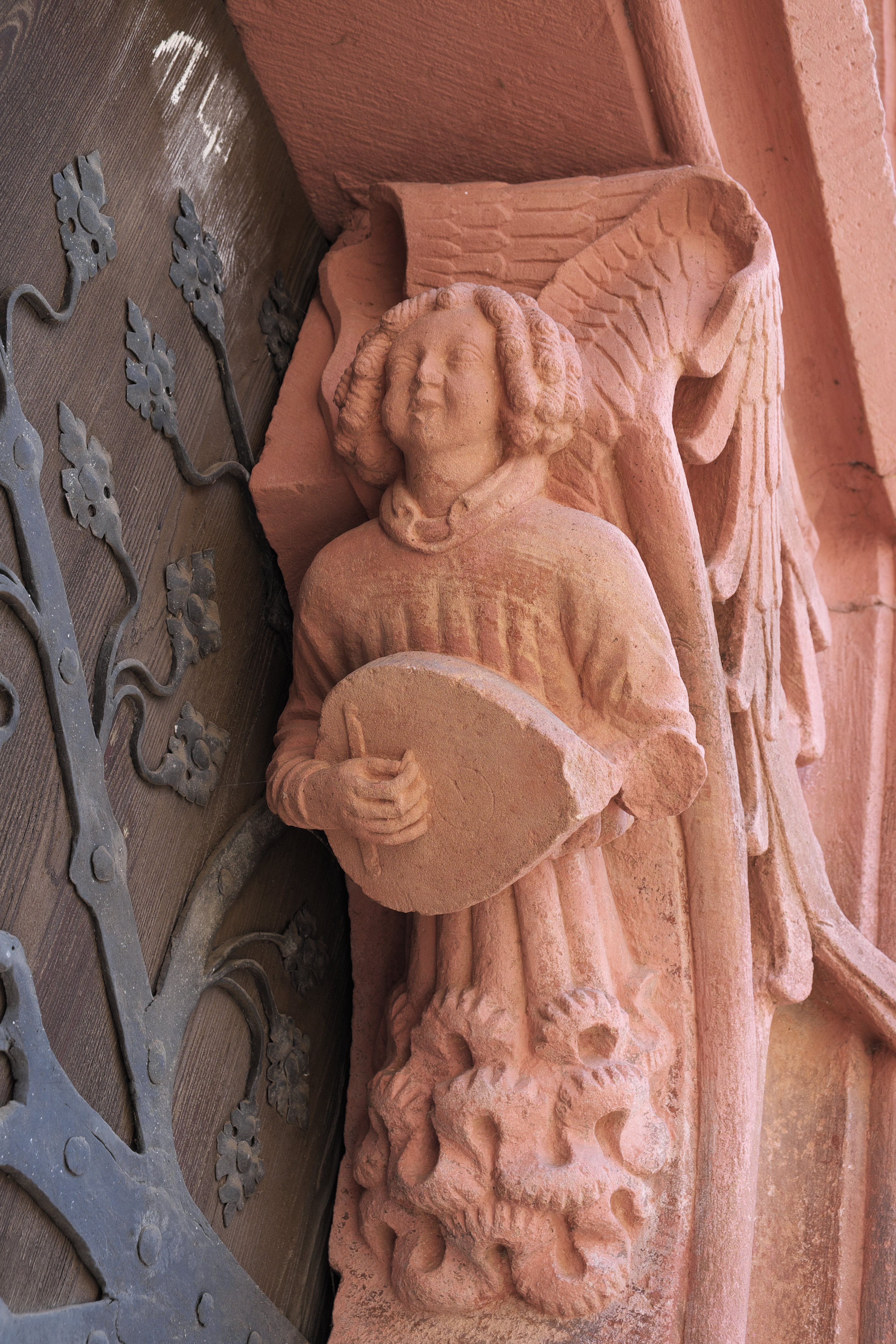
Konsole mit musizierendem Engel

Die Martinskapelle in Bürgstadt, einem Markt im unterfränkischen Landkreis Miltenberg (Bayern), wurde vermutlich in der ersten Hälfte des 10. Jahrhunderts errichtet. Sie gilt als eine der ältesten Kirchen in Franken. Bis zum Bau der 1247 erstmals urkundlich erwähnten Kirche St. Margareta diente sie als katholische Pfarrkirche. In der Martinskapelle sind Wand- und Deckenmalereien aus dem 16. Jahrhundert erhalten. Die Kapelle gehört zu den geschützten Baudenkmälern in Bayern.

## Geschichte
Da Bürgstadt die Urpfarrei des südwestlichen Mainvierecks war, nimmt man an, dass es noch vor der Entstehung der heutigen Martinskapelle einen wesentlich älteren Vorgängerbau gab. Auch das Patrozinium des heiligen Martin weist auf einen bis in fränkische Zeit zurückreichenden Kirchenbau hin. In der ersten Hälfte des 13. Jahrhunderts errichtete man, kaum 100 Meter von der Martinskapelle entfernt, eine neue Kirche und widmete sie der heiligen Margareta von Antiochia. Sie löste die Martinskapelle in ihrer Funktion als Pfarrkirche ab. Die Martinskapelle, die Ende des 13. Jahrhunderts durch einen Brand stark beschädigt wurde, verfiel. Erst Ende des 14. Jahrhunderts begann man, vermutlich im Zusammenhang mit der Errichtung einer Frühmessstiftung, mit ihrer Wiederherstellung.
Von den Wandmalereien, die in dieser Zeit ausgeführt wurden, sind nur noch wenige Reste an den Pfeilern des Triumphbogens erhalten, da sie – wie auch die um 1490 entstandenen Malereien – in späterer Zeit weitgehend übermalt wurden.
Ende des 15. Jahrhunderts wurde die heutige Westfassade mit dem Hauptportal gestaltet. 1589 setzt man über dem Westgiebel den Dachreiter auf. Er besitzt bis heute eine Glocke aus dem 14. Jahrhundert, auf der die Namen der vier Evangelisten eingraviert sind.
Im gleichen Jahr begann Andreas Herneisen mit der Ausmalung des Chorraums, der Decken und der Empore. Ab dem Jahr 1590 führte ein Maler, der auch mit der Ausmalung des Bürgstädter Rathauses und der Anfertigung der Wappenscheiben des Sitzungssaales betraut war, die Arbeiten weiter. Dieser Glas- und Flachmaler, der aufgrund seiner Signatur mit den Initialen IBM (I.B.Michel ?) bezeichnet wird, schuf 1593 auch den Medaillonzyklus im Langhaus der Martinskapelle.

## Architektur
Die Martinskapelle ist ein Saalbau mit fast quadratischem Chor. Das gotische Hauptportal an der Westfassade wird um 1490 datiert. Das ebenfalls spitzbogige Südportal wurde 1590 an der Stelle eines älteren, gotischen Portals eingesetzt.

## Westportal

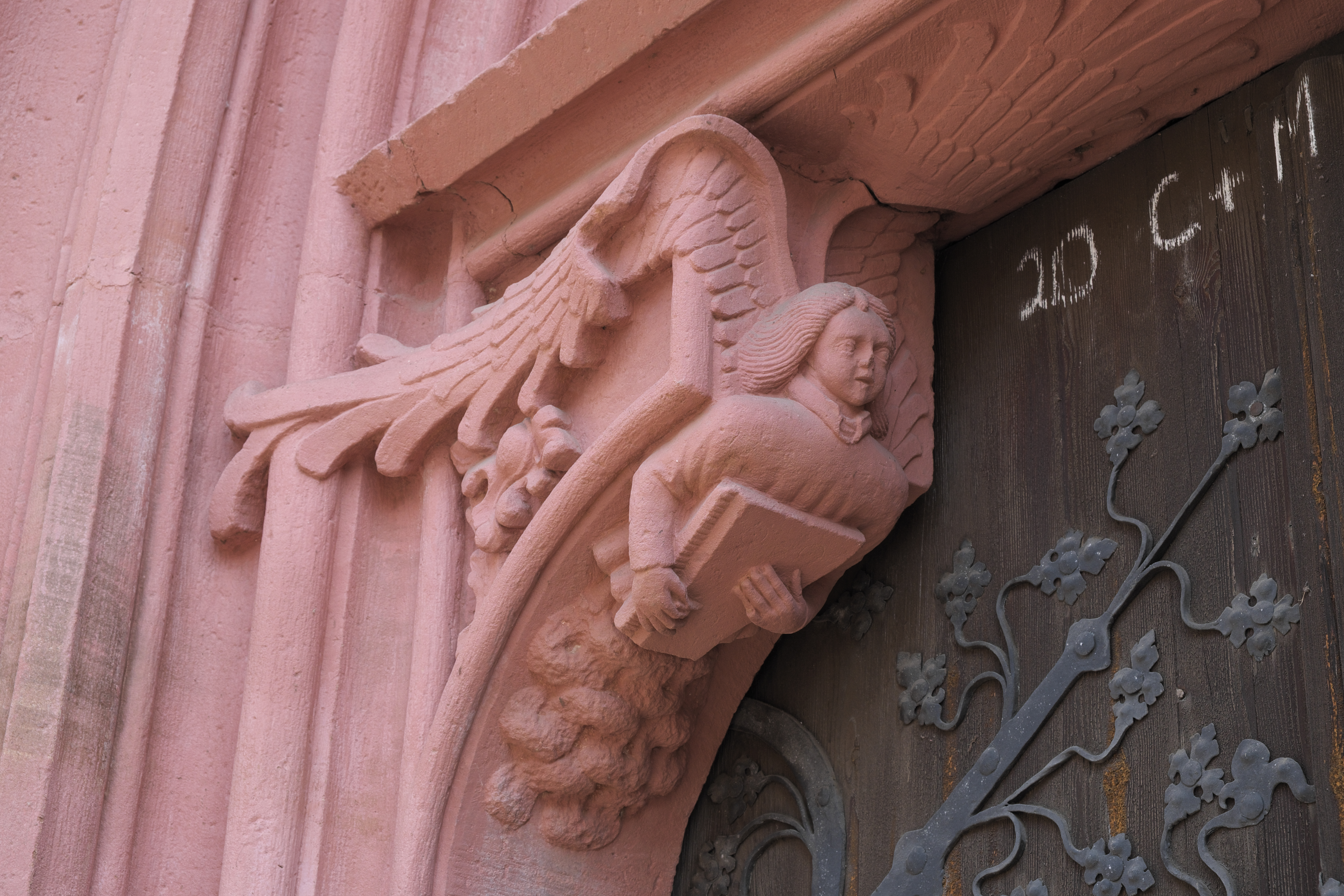
Konsole mit musizierendem Engel

Das Westportal ist mit Stäben und Kehlen profiliert. Im Tympanon stellt ein Relief den Schutzpatron der Kirche, den heiligen Martin, dar, der auf seinem Pferd sitzt und seinen Mantel mit einem auf zwei Brettchen knienden Bettler teilt. Im Scheitel des Spitzbogens schwebt Christus, dessen Haupt vom Kreuznimbus umgeben ist, mit der abgeteilten Mantelhälfte in der Hand. Den Türsturz tragen Konsolen, die mit musizierenden Engeln skulptiert sind. In der Mitte des Türsturzes weist ein kleines Schild mit Steinmetzzeichen auf den Schöpfer des Portals hin. Das seitliche Wappen am Portal wird Walther Krag aus Koblenz zugeschrieben, der 1483 als Pfarrer von Bürgstadt und Miltenberg erwähnt ist.

## Emporenbilder

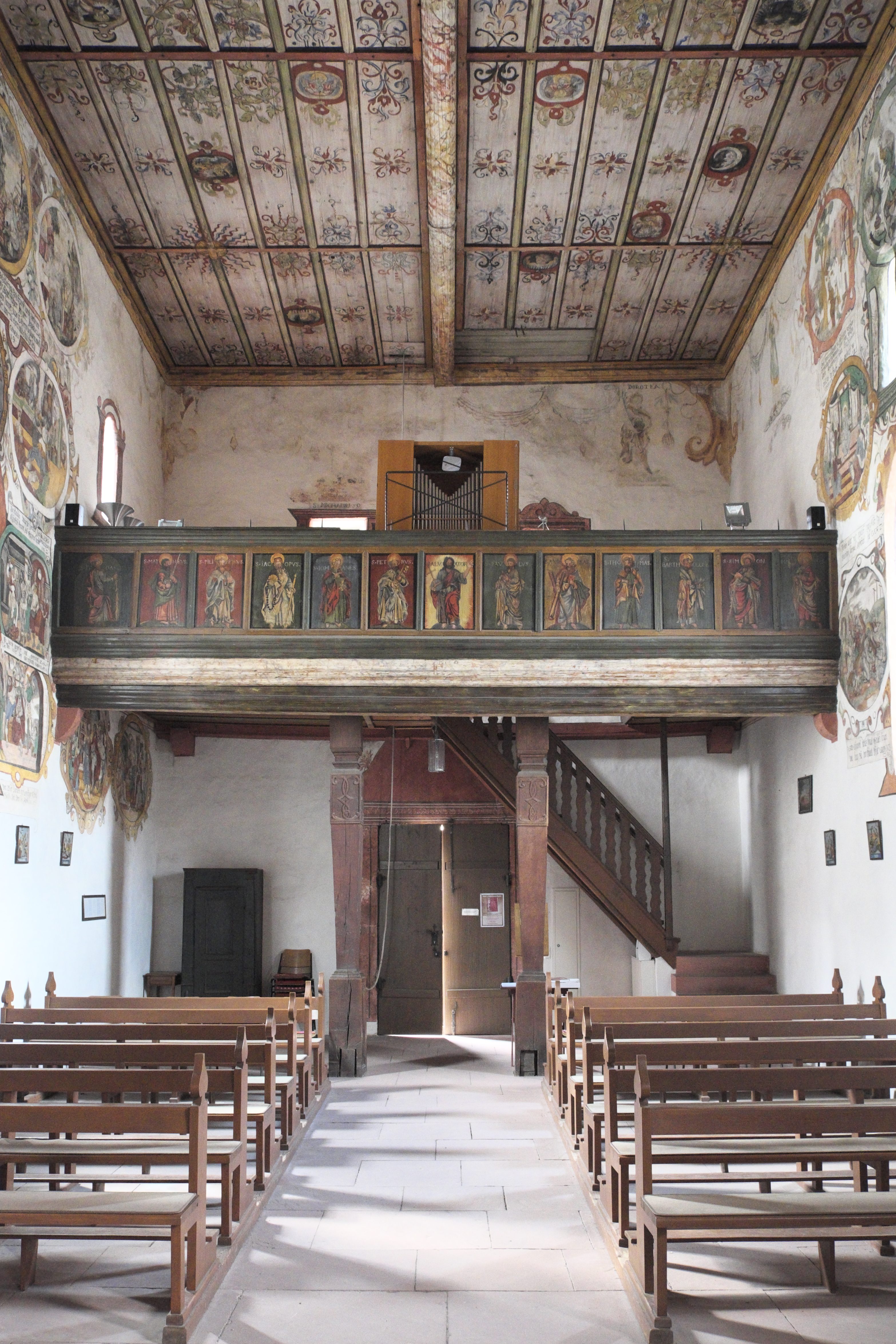
Innenraum, Blick zur Empore

Die Bilder an der Emporenbrüstung stellen Christus und die zwölf Apostel dar. Sie entstanden im Zuge der Erneuerung der Empore in den Jahren 1729 bis 1733.

## Wand- und Deckenmalereien von Andreas Herneisen

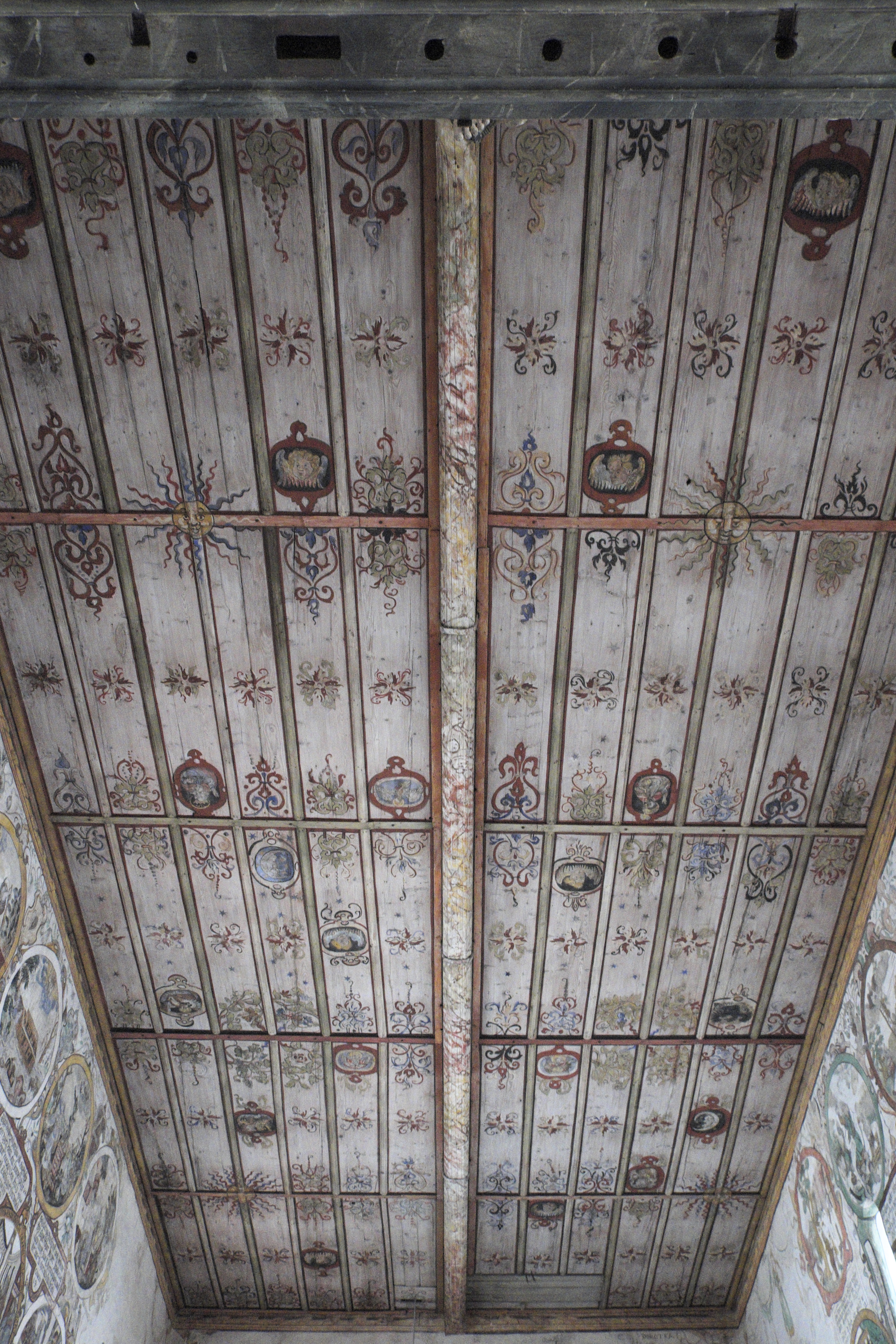
Holzdecke

Bei der Gestaltung der Decke wurden die ornamentalen Darstellungen direkt auf das Holz gemalt, während die figürlichen Darstellungen auf Papier aufgebracht und auf die Holzbretter geklebt wurden. Neben Sonne, Mond und Sternen sind Engel, die Evangelistensymbole, zwei segnende Heilige, die Taube des Heiligen Geistes, Gottvater und Christus zu erkennen. In ihrer Gesamtheit sollen sie den Himmel repräsentieren.
An der Ostwand des Chores hat Andreas Herneisen seine Signatur AH mit der Jahreszahl 1589 hinterlassen. Die Malereien wurden in Secco-Technik ausgeführt und waren bis 1907 übertüncht. Sie sind wegen der Durchfeuchtung der Wände in schlechtem Erhaltungszustand. Drei Themenbereiche lassen sich unterscheiden: Wappen, Evangelisten und Kirchenväter in fast lebensgroßer Darstellung sowie Szenen aus dem Leben des heiligen Martin.
Bei den drei Wappen handelt es sich um das Wappen des Mainzer Domkapitels, das Wappen des Erzbischofs und Kurfürsten von Mainz, 
Wolfgang von Dalberg, und das Wappen von Wolff Eberhard von Ehrenberg, des kurmainzischen Oberamtmannes in Miltenberg.
Die vier Evangelisten, Matthäus, Markus, Lukas und Johannes, sind wie die vier Kirchenväter, Ambrosius, Augustinus, Hieronymus und Gregor, mit ihren Attributen dargestellt, teilweise sind auch ihre Namenszüge noch zu erkennen.
Die Szenen der Martinslegende zeigen, wie der heilige Martin seinen Mantel mit einem Bettler teilt, wie er in einer Traumvision seine Rüstung ablegt und die Bischofsweihe empfängt. Auf weiteren Szenen sieht man wie Martin einen Besessenen heilt, einen Kranken besucht und schließlich seinen Tod.

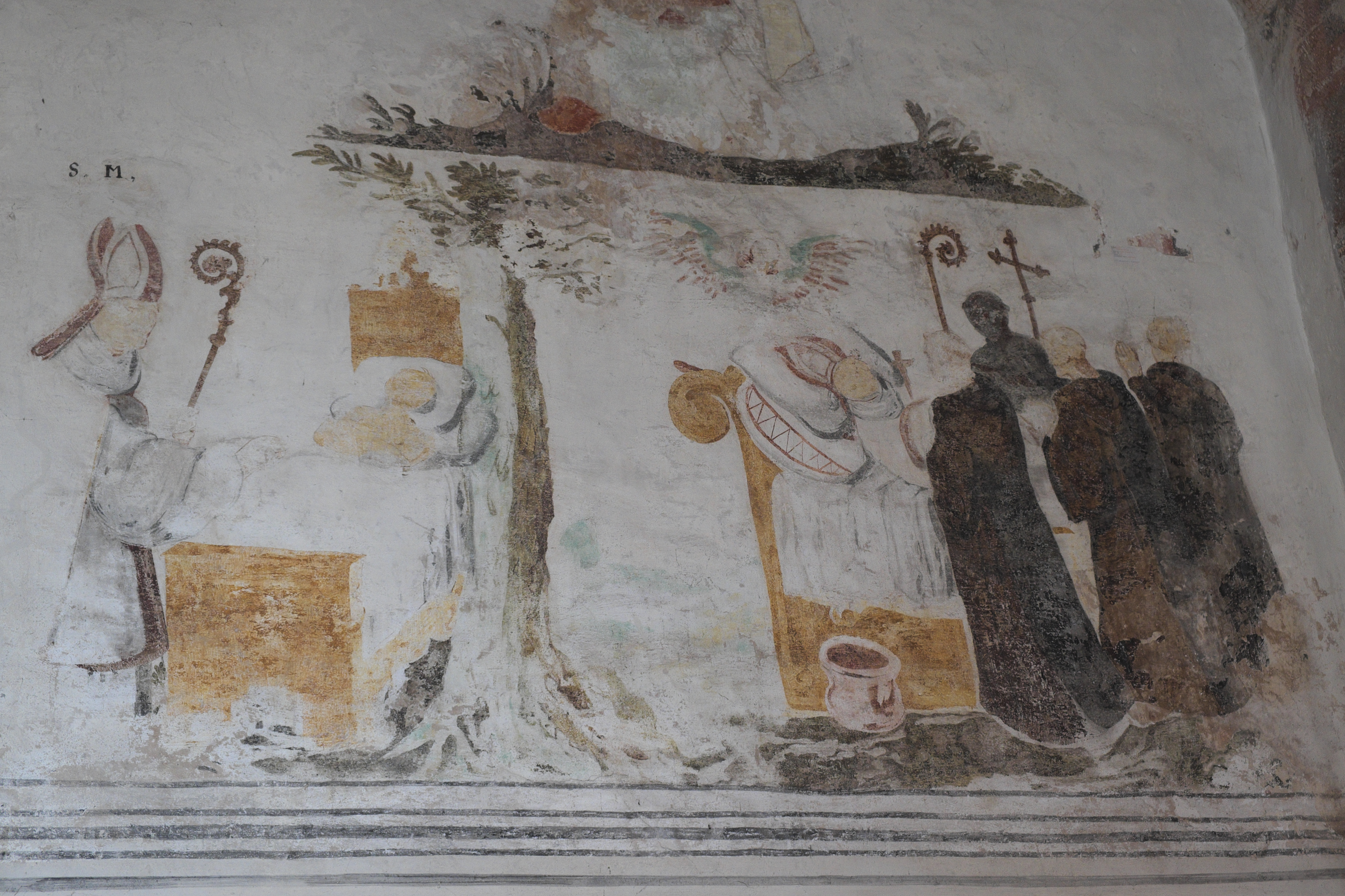
Szenen aus der Martinslegende
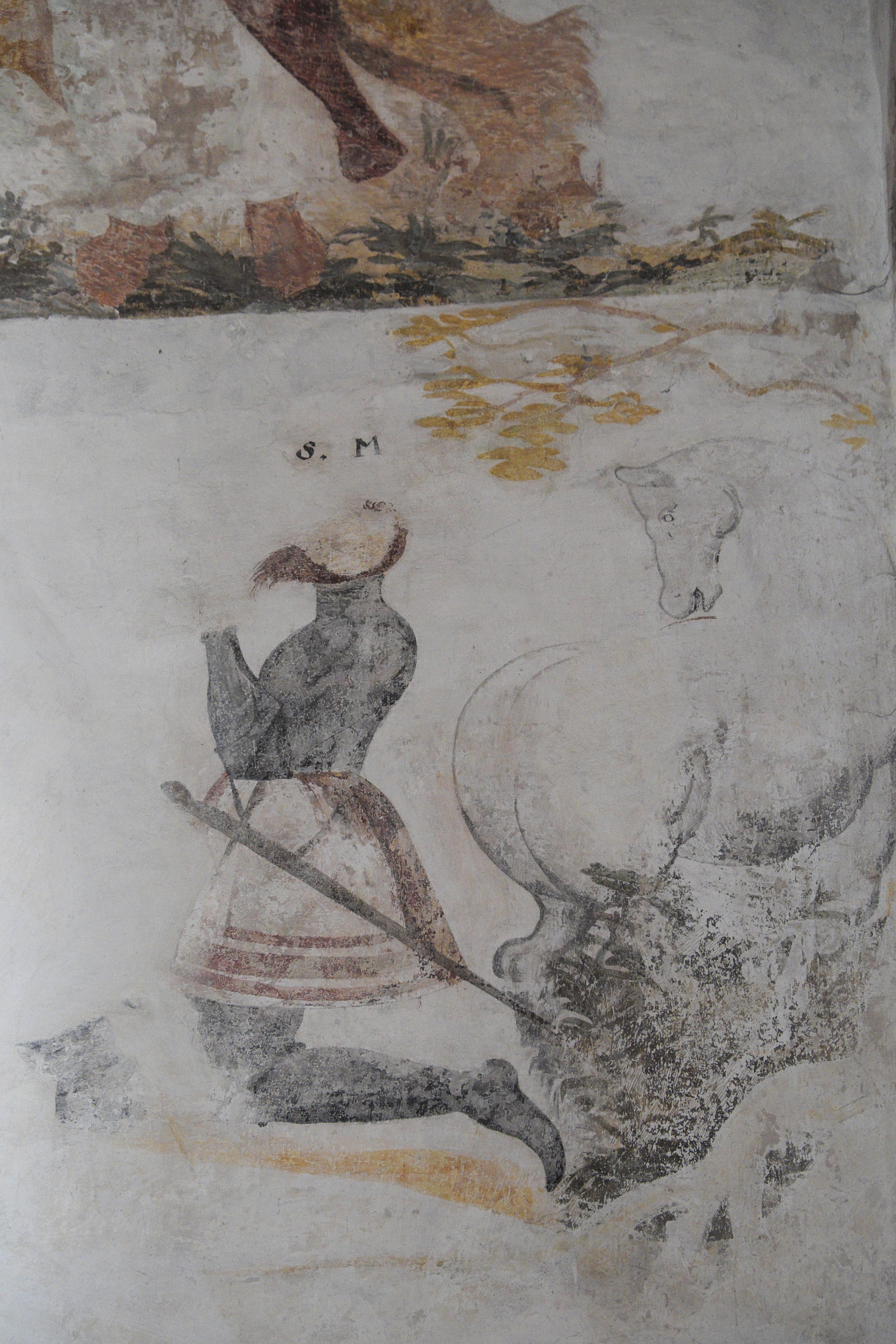
Vision des heiligen Martin
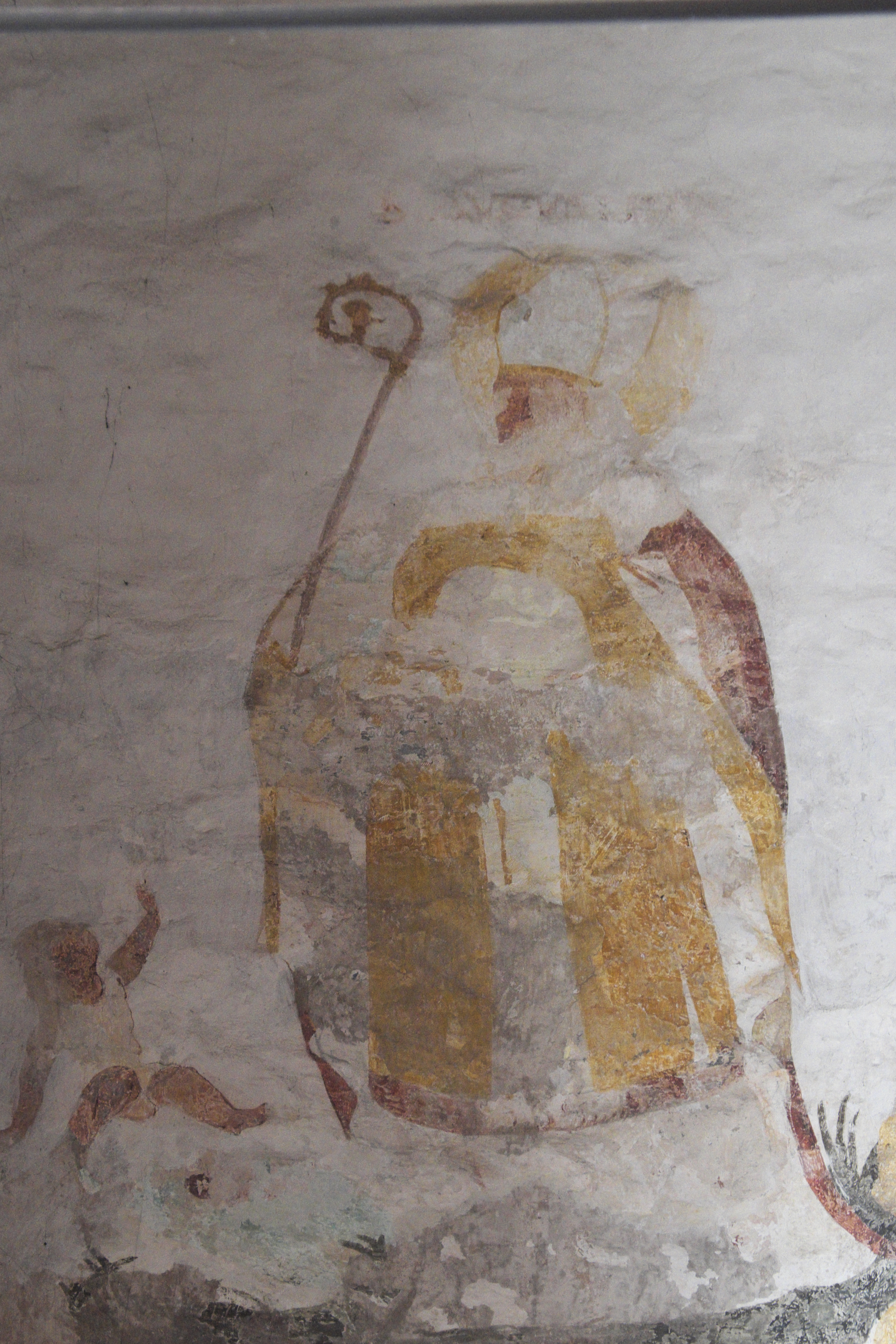
Heiliger Augustinus
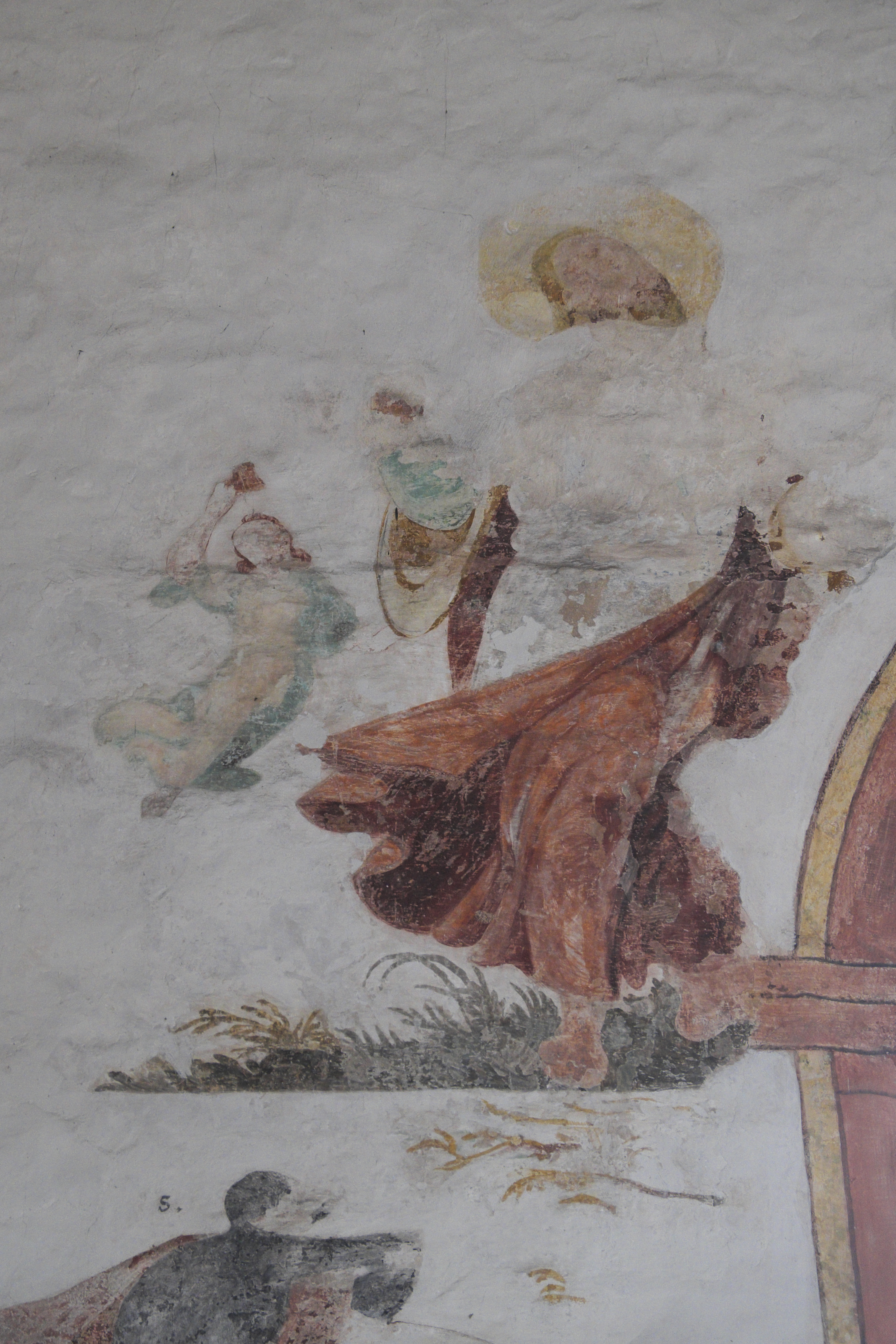
Evangelist Matthäus

## Medaillonzyklus des IBM
Als Vorlagen für den Medaillonzyklus in der Martinskapelle dienten dem Maler, der seine Initialen, sein Wappen und die Jahreszahl 1593 an der Nordwand des Langhauses hinterließ, Holz- und Kupferstiche deutscher und niederländischer Meister. Auf insgesamt 40 Medaillons werden Szenen des Alten und Neuen Testamentes dargestellt.
Die obere Reihe setzt sich aus 14 Medaillons zusammen. Sie beginnt im südlichen Langhaus mit der Erschaffung der Welt und endet im nördlichen Langhaus mit der Errichtung der ehernen Schlange.
Die mittlere Reihe ist der Kindheit und dem Wirken Jesu gewidmet. Auf zwölf Medaillons werden dargestellt: Verkündigung, Heimsuchung, Anbetung der Hirten, Beschneidung Jesu, Anbetung der Heiligen Drei Könige, Simeons Lobgesang, Tötung der Unschuldigen Kinder, der zwölfjährige Jesus im Tempel, Taufe Jesu im Jordan, Hochzeit zu Kana, Auferweckung des Lazarus und die versuchte Steinigung Jesu.
Die untere Reihe besteht aus 15 Medaillons mit Szenen der Passion, der Auferstehung und Himmelfahrt Christi sowie des  Pfingstwunders. Dargestellt sind der Einzug in Jerusalem, das letzte Abendmahl, die Fußwaschung, Jesus am Ölberg, Verrat des Judas, Petrus verleugnet Jesus, Jesus vor Kaiphas, Jesus vor Pilatus, Geißelung Jesu, Dornenkrönung und Verspottung, Ecce homo, die Kreuzwegstationen und die Auffindung des Kreuzes durch die heilige Helena.
An der Westseite des Chorbogens befindet sich die Darstellung des Jüngsten Gerichts.

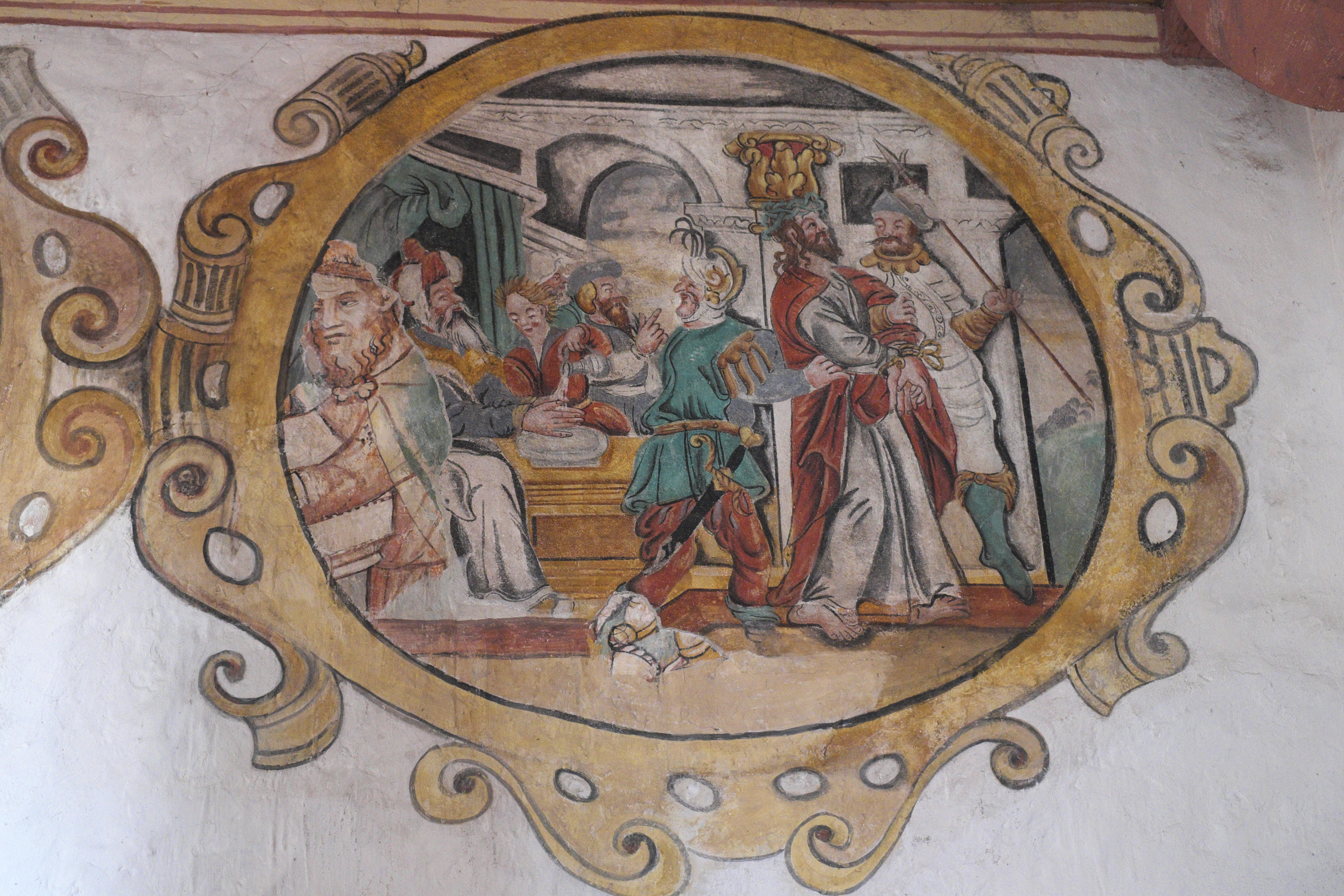
Medaillonzyklus
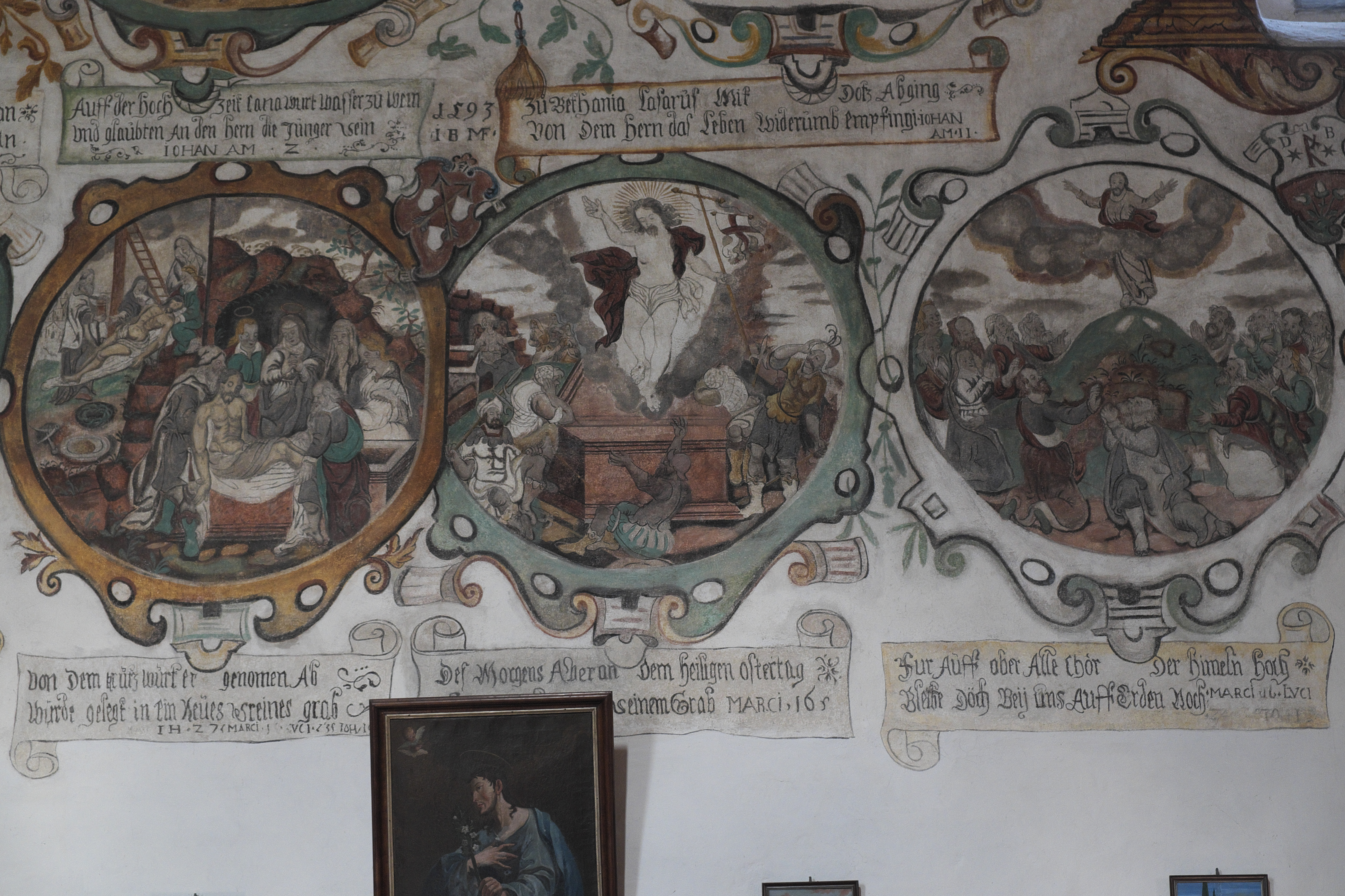
Medaillonzyklus
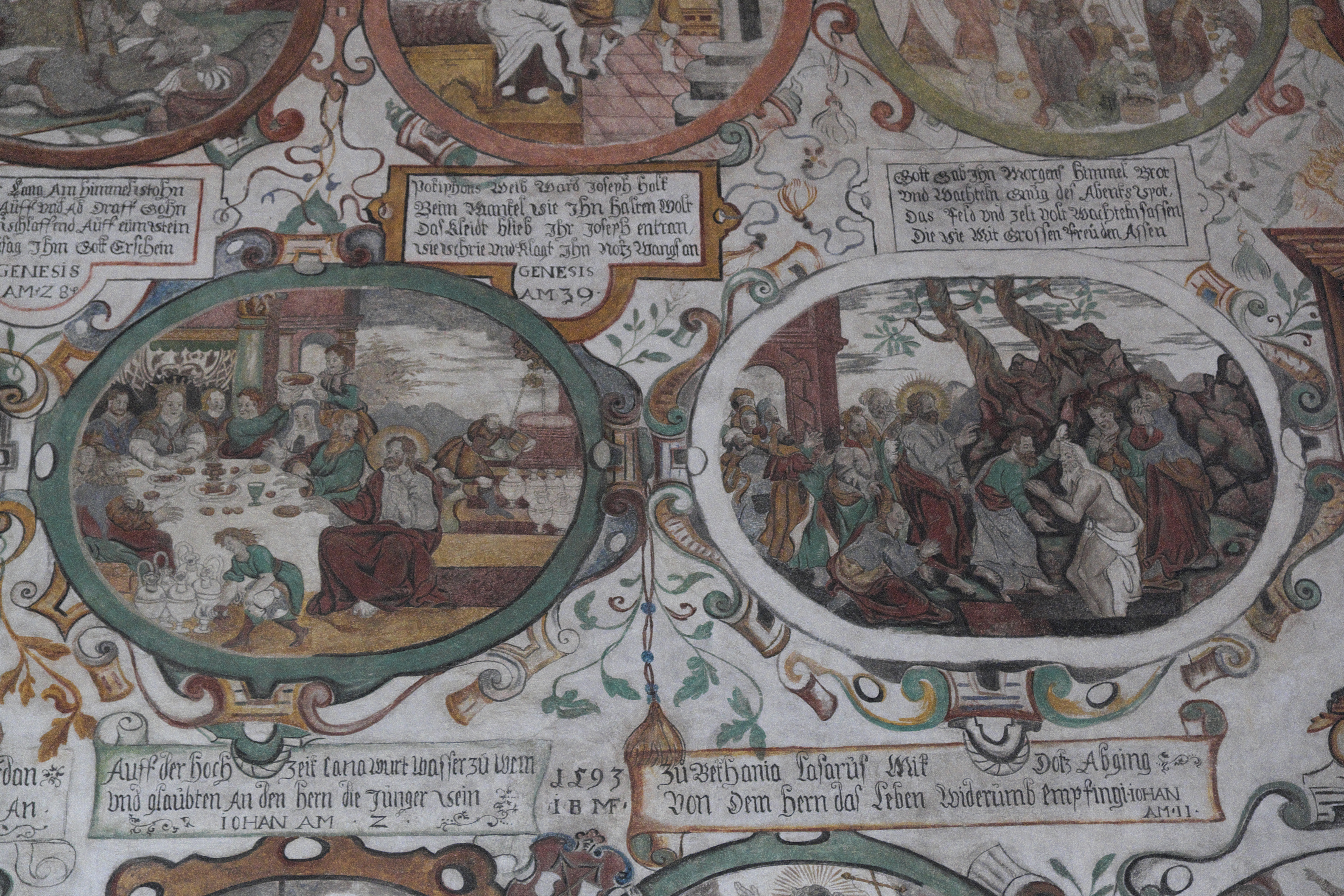
Medaillonzyklus
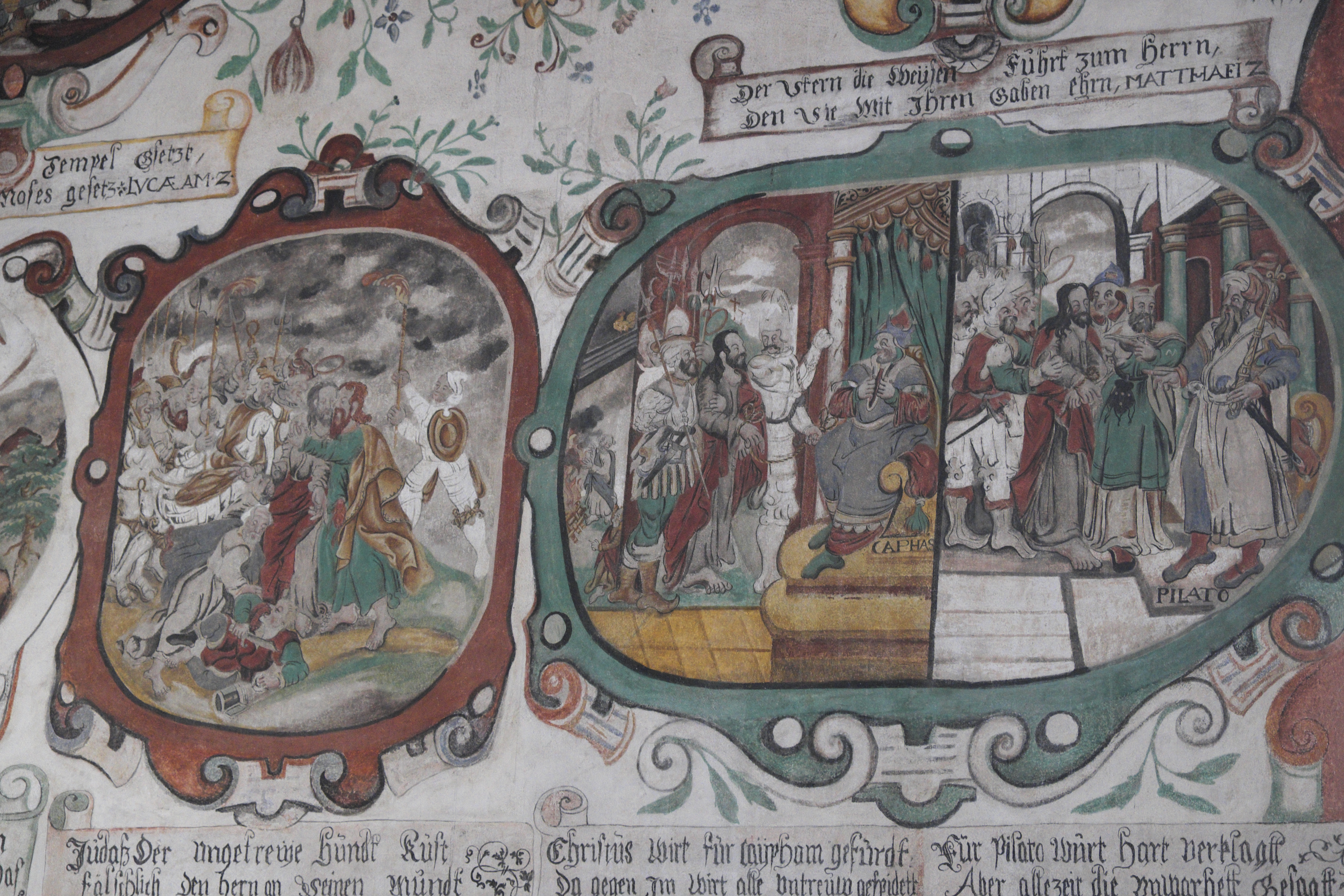
Medaillonzyklus

## Ausstattung

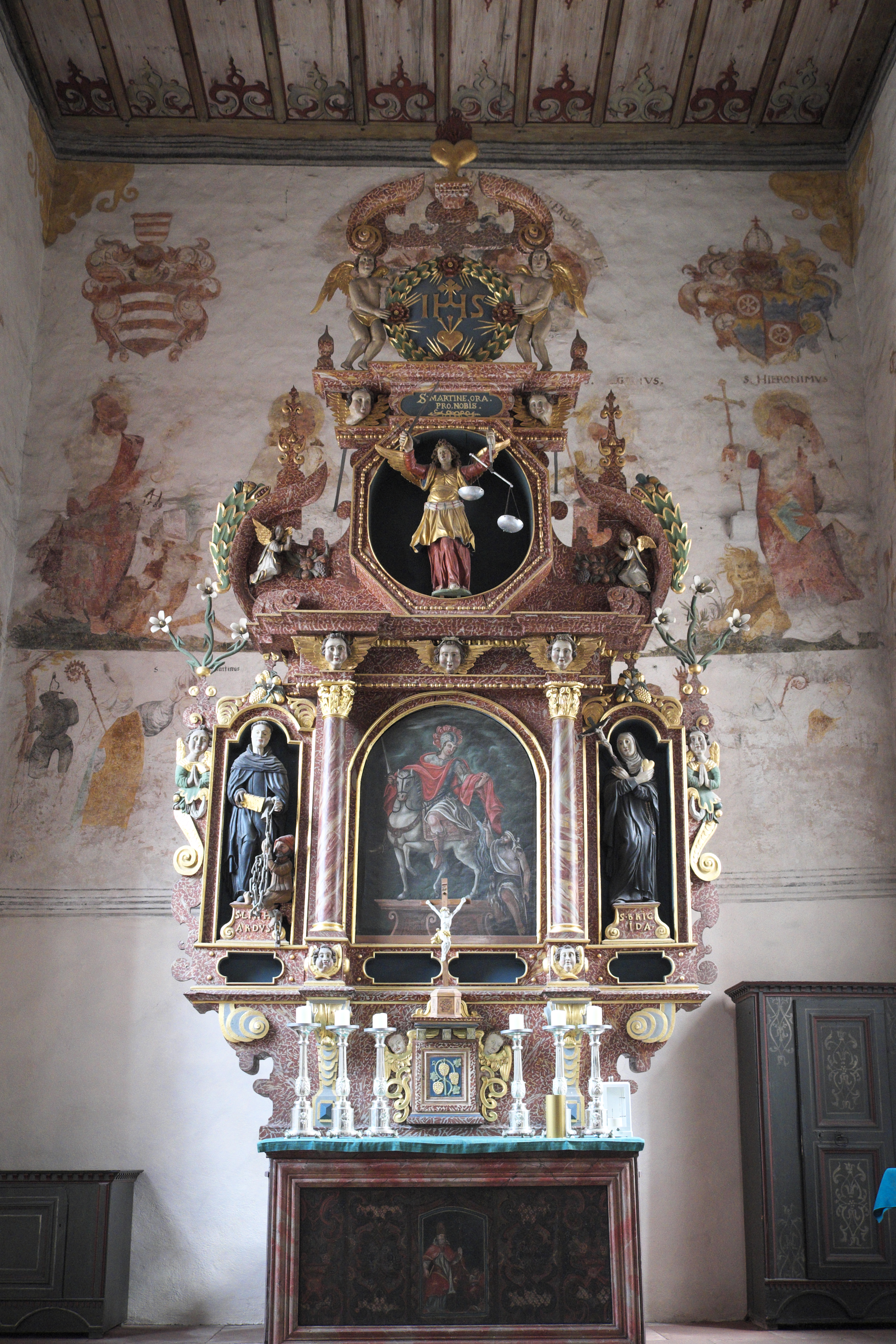
Hochaltar

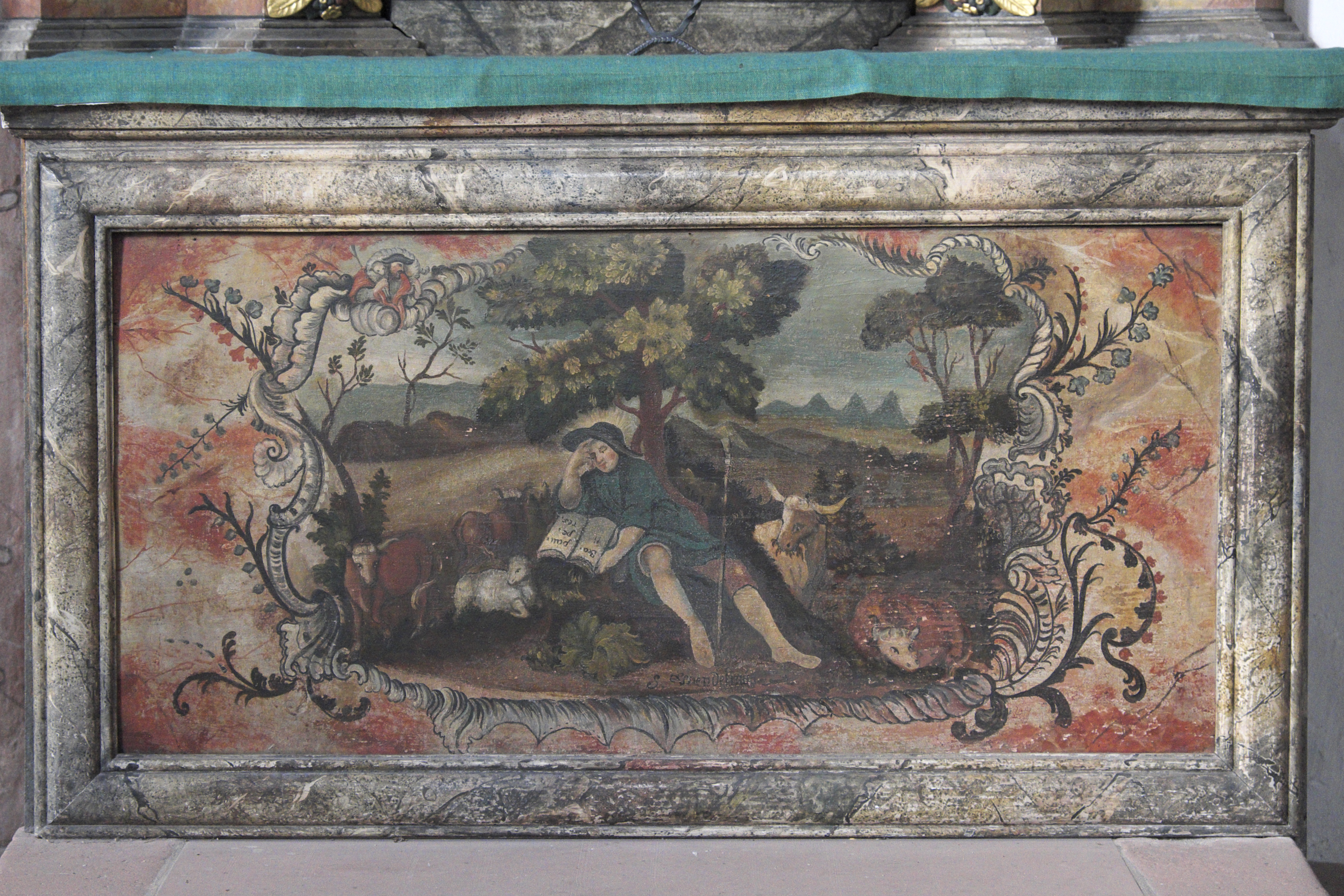
Antependium des Wendelinusaltar

- Der Hochaltar stammt aus der Zeit um 1620. Links steht der heilige Leonhard, rechts die heilige Birgitta von Schweden. In der oberen Nische ist der Erzengel Michael dargestellt, der die Seelen wiegt. Das Altarbild mit der Szene der Mantelteilung des heiligen Martin schuf 1746 der Maler und Bildhauer Nikolaus Hooff. Von Nikolaus Hooff stammt vermutlich auch das Antependium, auf dem ebenfalls der Kirchenpatron dargestellt ist.
- Der Wendelin-Altar mit den Skulpturen des Namenspatrons, des heiligen Josef mit dem Jesuskind und des heiligen Antonius von Padua trägt die Signatur von Nikolaus Hooff aus Mudau und dessen Wappen mit einem springenden Einhorn. Er wurde 1741 in Auftrag gegeben und 1748 fertiggestellt.
- Unter dem Triumphbogen hängt eine spätgotische Kreuzigungsgruppe, die um 1500 datiert wird.
- Die Schnitzfigur des heiligen Martin an der Nordwand des Chores stammt ebenfalls aus der Zeit um 1500. Der heilige Martin sitzt auf seinem Pferd und teilt seinen Mantel mit einem Schwert, neben dem Pferd steht der Bettler, der sich auf eine Krücke stützt.
- An der Wand über der Kanzel ist eine Figur des heiligen Wendelin angebracht, die um 1730 Ziel einer Wallfahrt war.
- An der Südwand des Chores hängt ein auf Holz gemaltes Ölgemälde, das Stifterbild für den Bürgstädter Schultheiß Peter Schneider. Es trägt die Signatur von Andreas Herneisen und ist mit 1589 bezeichnet. In der Mitte des Gemäldes ist der Gekreuzigte dargestellt, der nicht tot ist, sondern seinen Blick zum Himmel richtet und über dessen Haupt die Taube des Heiligen Geistes schwebt. Das Kreuz erwächst aus einem Baum, der noch in der Erde verwurzelt ist und der als Baum des Lebens gedeutet wird. Auf der unteren Bildebene ist die Stifterfamilie vertreten, in der mittleren Ebene sind die Vorfahren dargestellt.
- Eine kleine, mit einem Würfelkapitell bekrönte Sandsteinsäule, die ins 11./12. Jahrhundert datiert wird, dient heute als Opferstock.
- An der nördlichen Langhauswand ist eine Steinkanzel, zu der mehrere Stufen führen, angebracht. Sie ist mit der Jahreszahl 1589 bezeichnet.
- Der Taufstein, der bis zum Jahr 2002 in der Pfarrkirche St. Margareta stand, stammt aus der Zeit um 1600. Er ist mit Löwen- und Engelsköpfen verziert, am oberen Rand ist der Bibelvers eingemeißelt: „MATHEI AM 19. CAPITEL LASSET DIE KINDER UND WEHRET IHNEN NICHT ZU MIR ZU KOMEN DAN SOLCHER IST DAS HIMMEL REICH“.

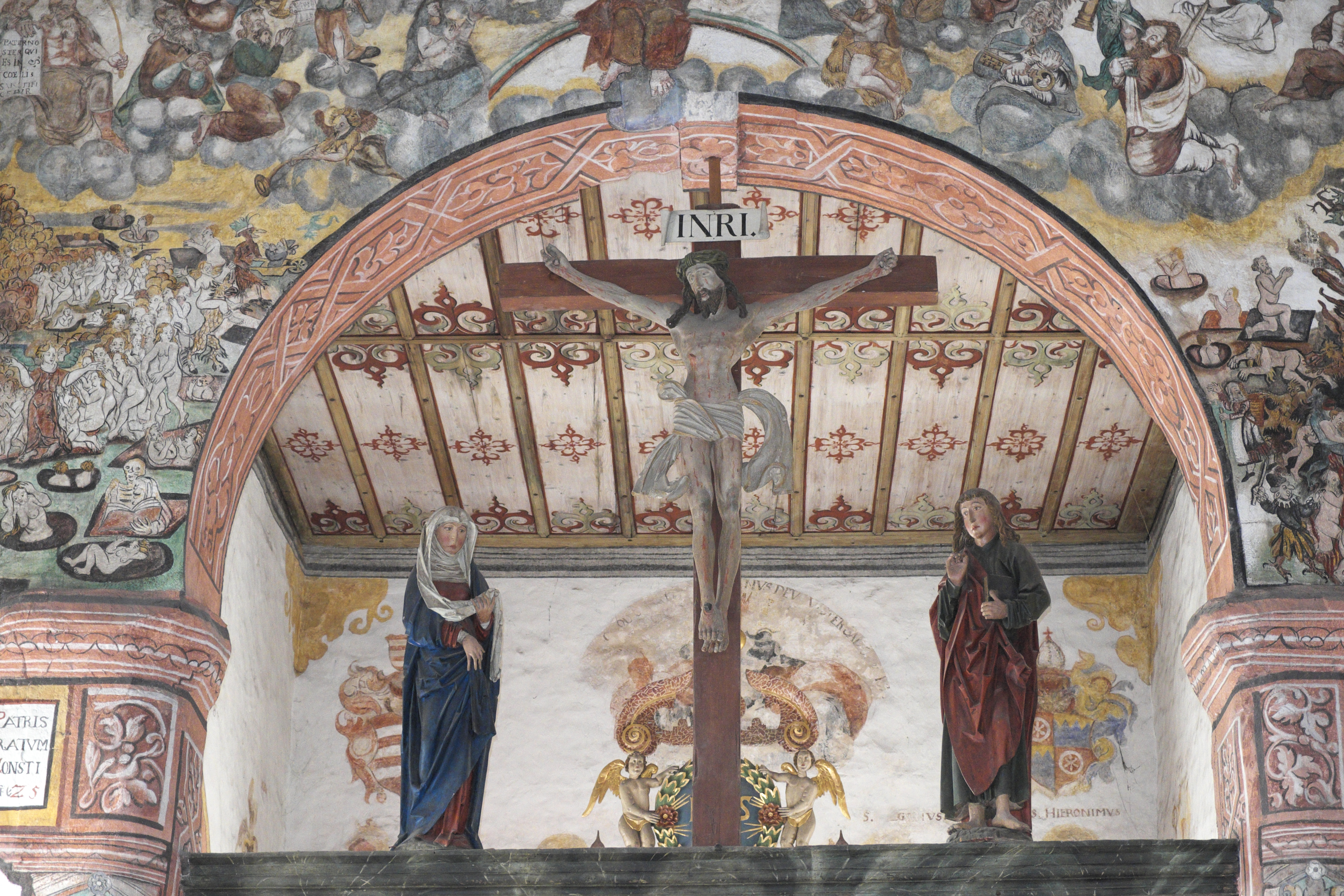
Kreuzigungsgruppe, um 1500
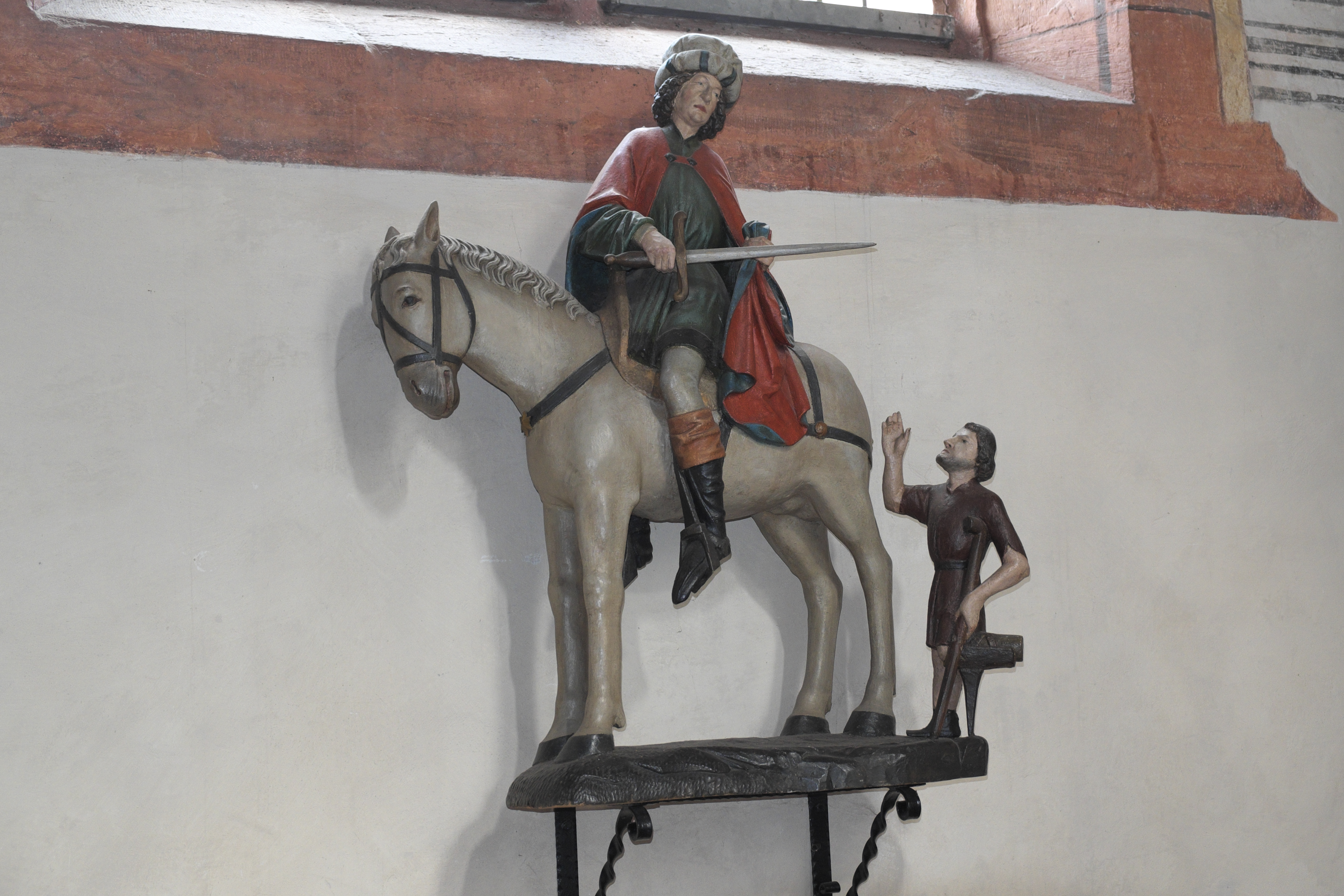
Heiliger Martin, um 1500
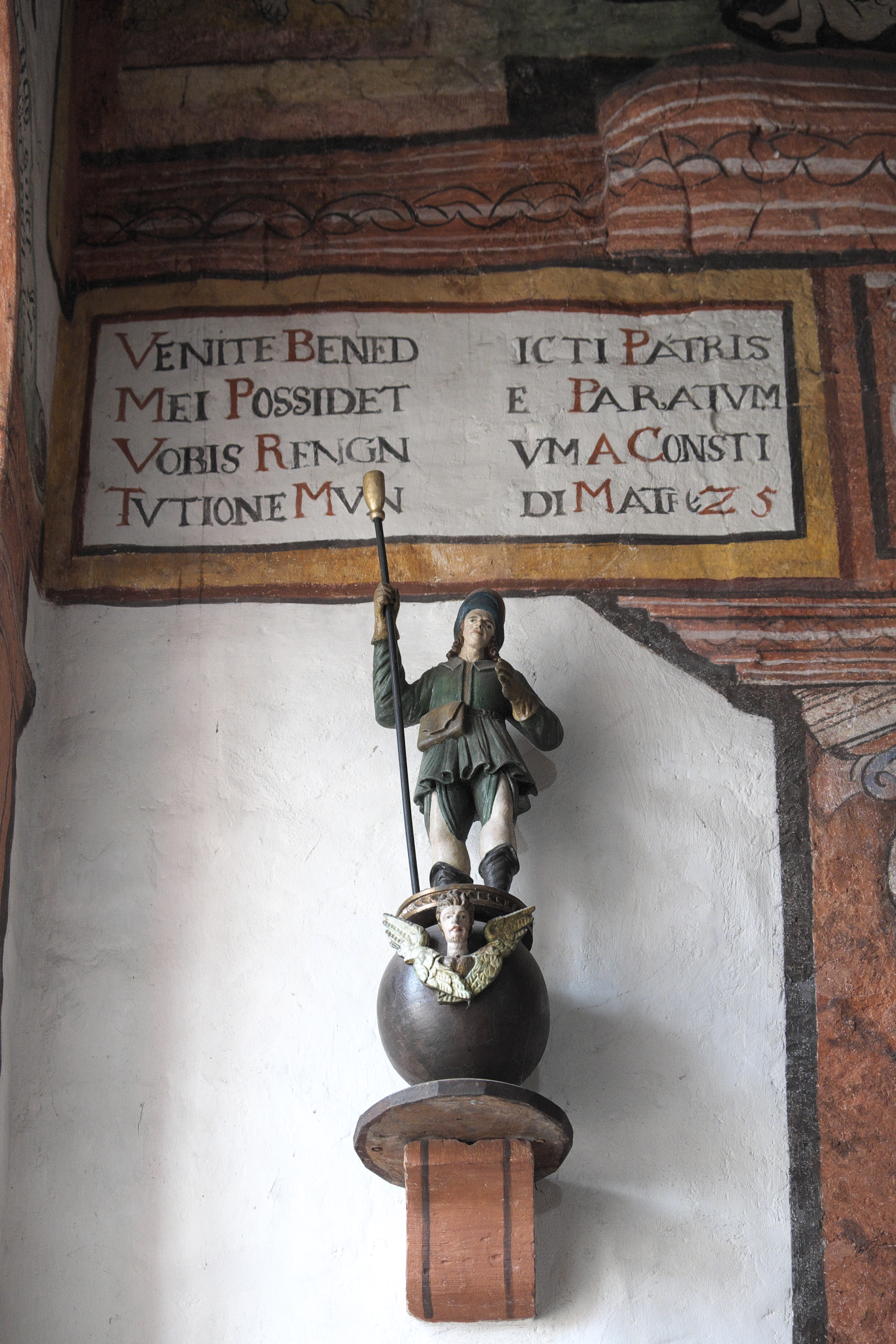
Heiliger Wendelin
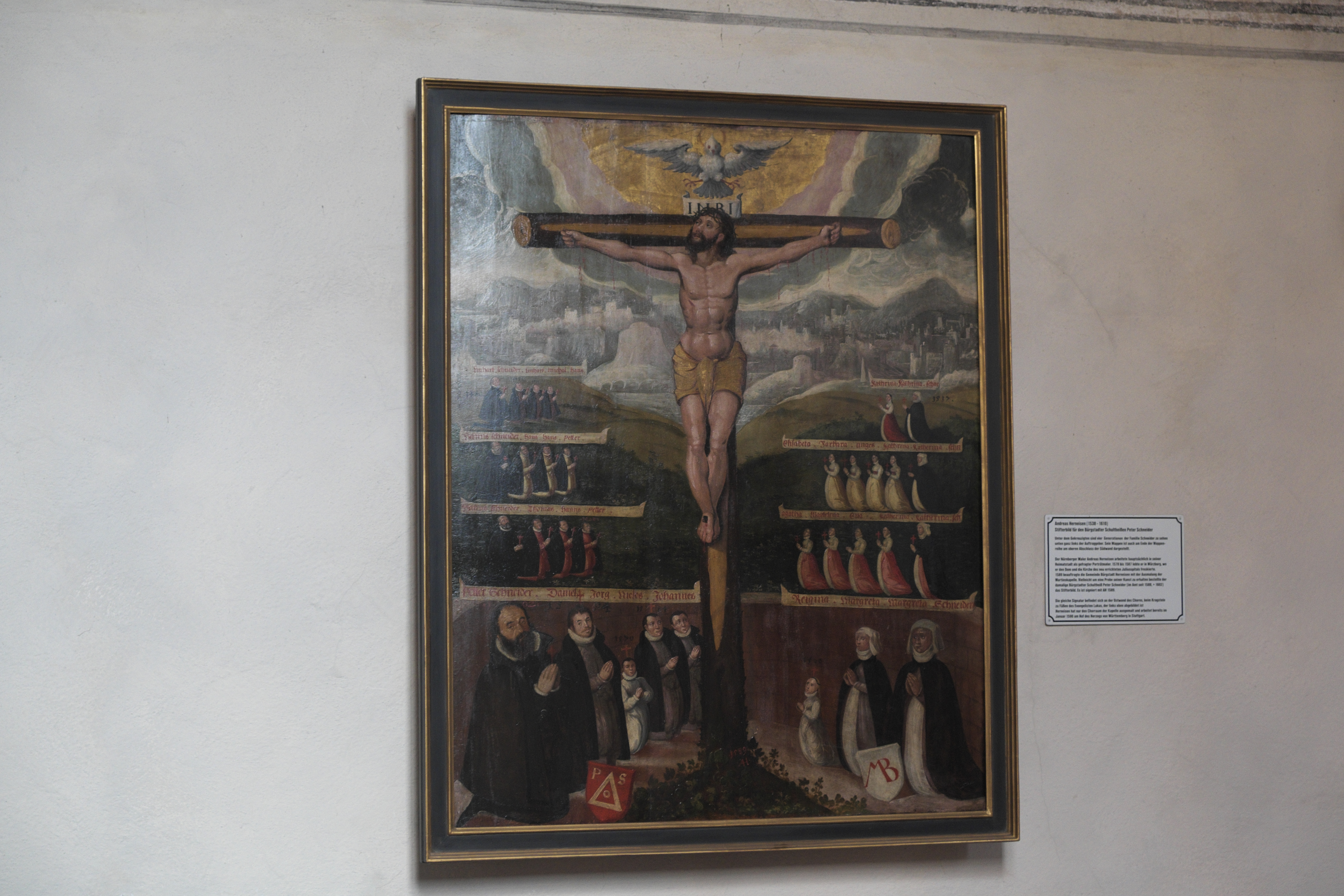
Stifterbild, von Andreas Herneisen
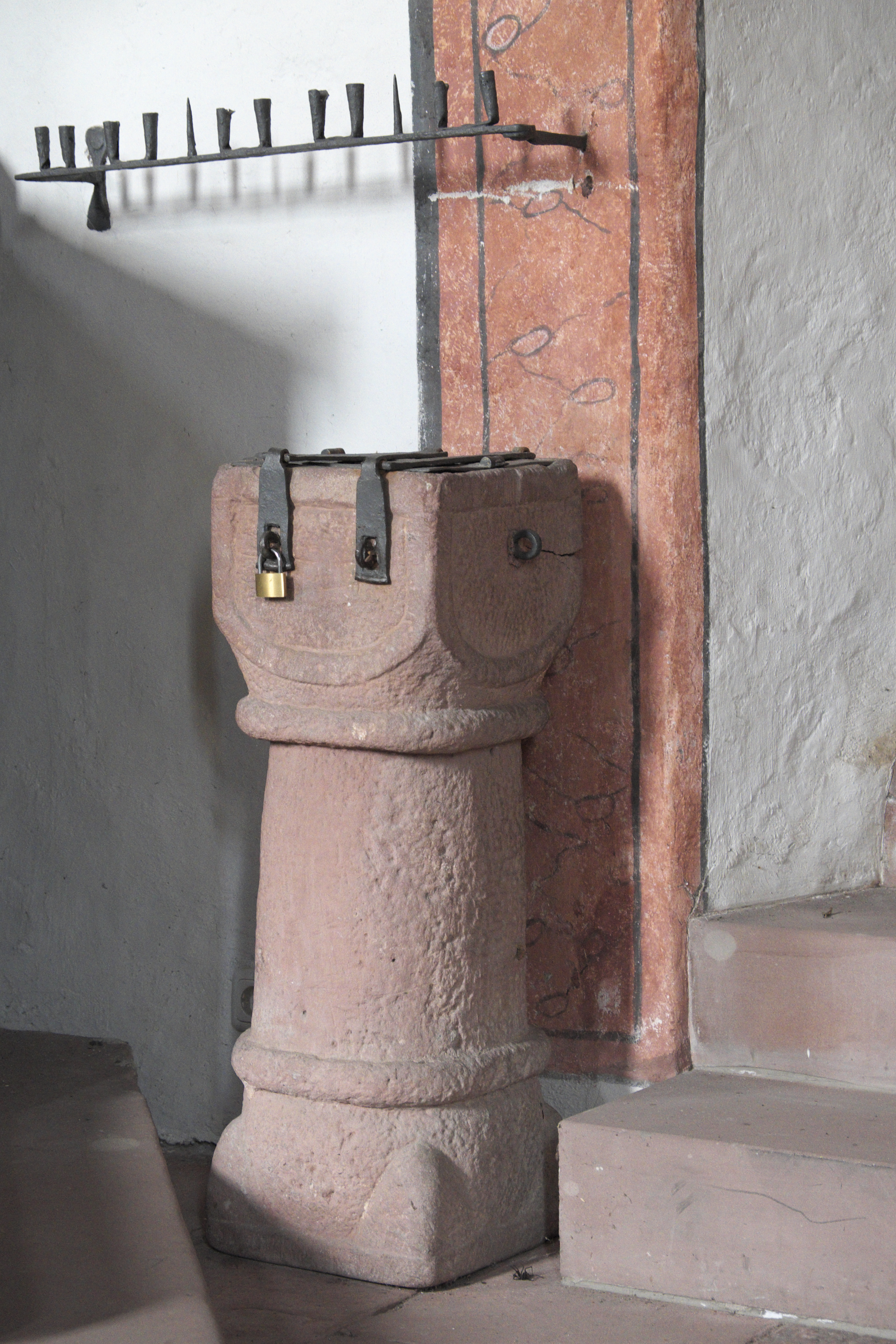
Opferstock
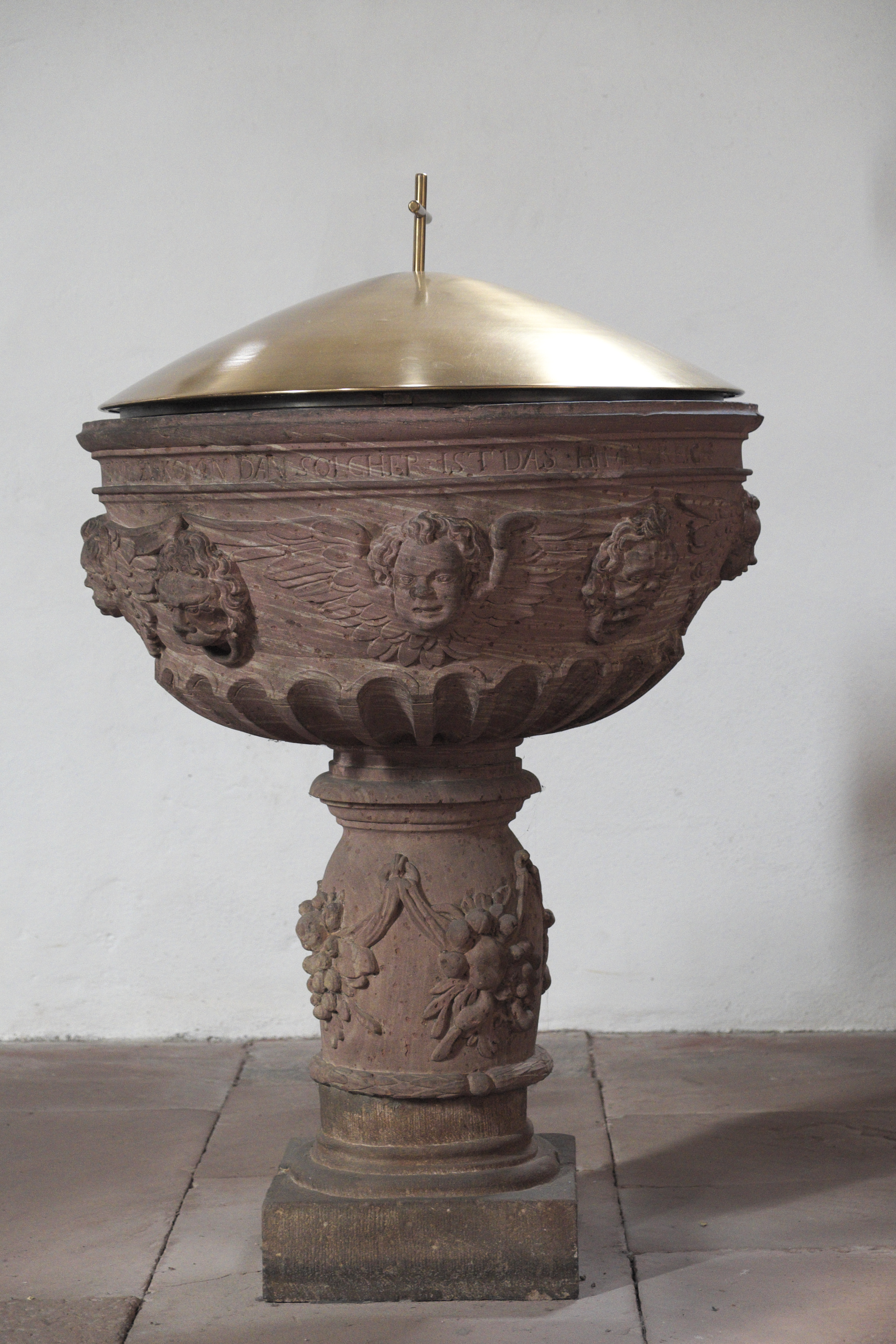
Taufstein, um 1600

## Geläut

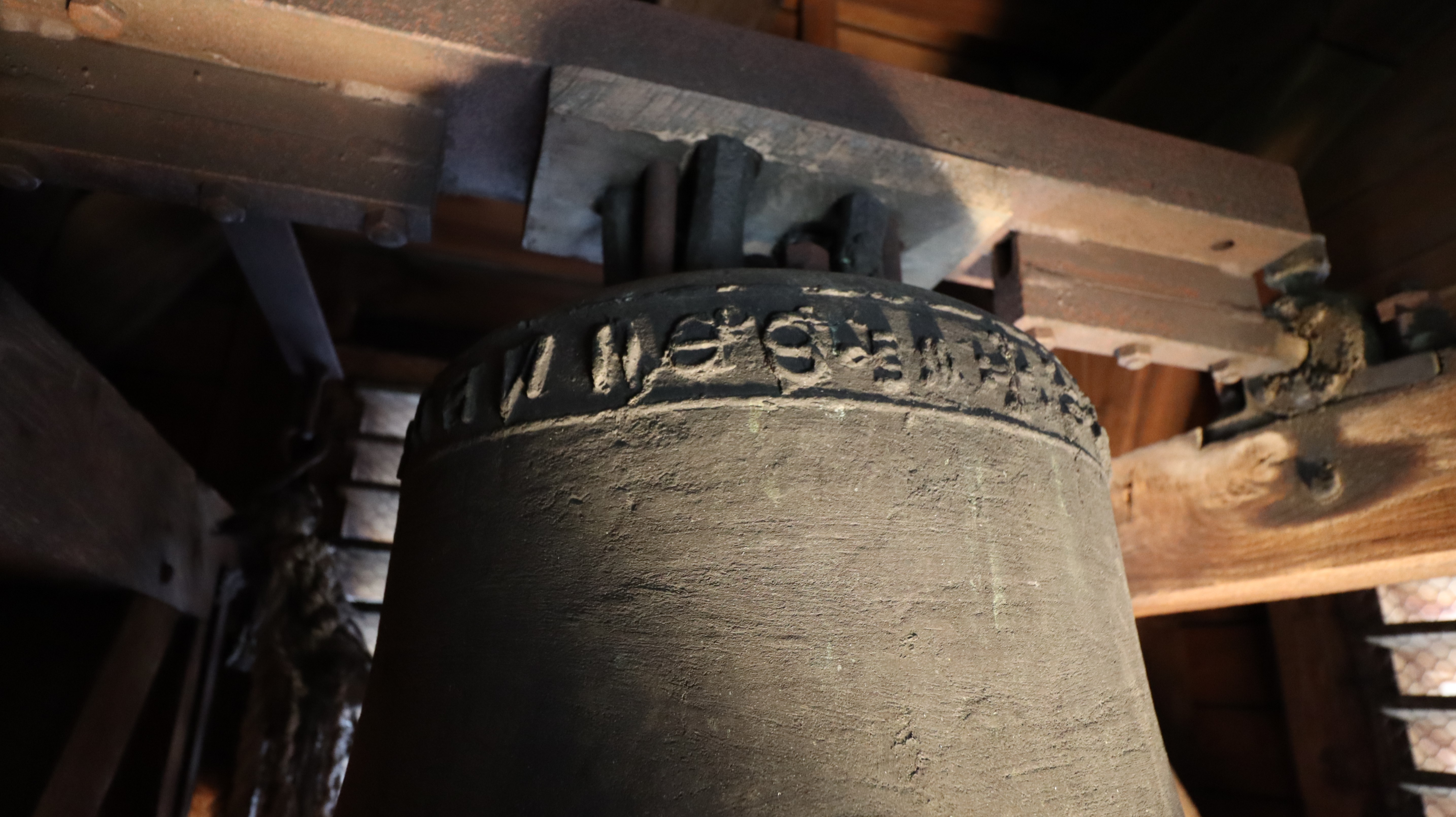
Umschrift an der Haube

Hoch oben im Dachreiter befindet sich eine kleine Glocke, die in das 14. Jahrhundert datiert wird. Rund um die Haube ist die verschnörkelte Inschrift angebracht: „+ S • LVCAS • MARCVSS • MATHEUSS • IOHANNES • sm“. Leider lassen sich keine Rückschlüsse mehr auf den Gießer der Glocke schließen. Während des Zweiten Weltkrieges wurde sie kurzzeitig in die Glockenstube der benachbarten Alten Pfarrkirche überführt und läutete dort in den Kriegsjahren. Seit den 1950er Jahren befindet sie sich wieder an ihrem ursprünglichen Platz. Die Evangelistenglocke wird noch heute per Seilzug geläutet.